# Lubbockichthys myersi
Lubbockichthys myersi är en fiskart som beskrevs av Gill och Edwards 2006. Lubbockichthys myersi ingår i släktet Lubbockichthys och familjen Pseudochromidae. Inga underarter finns listade i Catalogue of Life.